# 静岡県自動車学校沼津校
|                      | |
| 建学の 精神          | 技術者の育成をもって地域社会に貢献する |
| 教習所 認可 （公認） | 1960年（建学は1940年） |
| 学校種別             | 私立 |
| 設置者               | 学校法人静岡自動車学園 |
| 理事長               | 平一史 |
| 学校長               | 相馬克郎 |
| 所在地               | 〒410-0302 静岡県沼津市東椎路419-1 |
| 取扱車種 （教習）    | 普通自動車（MT/AT） 自動二輪車 （MT/AT/大型/普通/小型） 中型自動車（一種/二種） 大型自動車（一種/二種） けん引 大型特殊 ペーパードライバー教習 |
| 取扱講習             | 高齢者講習 初心者講習 取消処分者講習 取得時講習                                                                                                |
| ウェブ サイト        | 静岡県自動車学校Webサイト |

静岡県自動車学校沼津校（しずおかけんじどうしゃがっこう）は、静岡自動車学園の静岡県自動車学校のグループ校の一つで、県東部をカバーする総合自動車学校である。

## 年表
- 1957年 静岡県自動車学校沼津分校が発足する。現在の静岡県自動車学校沼津校。1997年までは試験場として併用。
- 1965年 安全運転講習所を付設（行政処分講習等の実施をする施設）。
- 1988年 校地を沼津市寿町から沼津市東椎路の現在地に移転。
- 1997年 静岡県警察本部東部運転免許センター開設に伴い、静岡県自動車学校沼津校と共用の運転免許試験場、沼津安全運転講習所が同センター3階に移転。
- 1999年 大型二輪教習の指定を受ける。
- 2005年 大型二種教習の指定を受ける。
- 2007年 合宿教習生の受入を開始。

## 所在地
- 静岡県沼津市東椎路419-1

## アクセス
- 富士急シティバス813・815・823根方線、814柳沢線、816・817富士通線、941ららぽーと線、沼津市コミュニティバスH42ららぽーと・原団地・原駅線「火の見下南」停留所から徒歩約5分。

## 取扱車種
- 普通自動車(MT/AT)
- 中型自動車
- 大型自動車
- 普通自動二輪車（MT/AT/小型限定）
- 大型自動二輪(MT/AT)
- 大型特殊自動車
- けん引自動車
- 普通二種免許(MT/AT)
- 中型二種免許
- 大型二種免許

- ペーパードライバー教習
  - 普通自動車(MT/AT)
  - 中型自動車
  - 大型自動車
  - 普通自動二輪車（MT/AT/小型限定）
  - 大型自動二輪(MT/AT)
  - 大型特殊自動車
  - けん引自動車

## 取扱講習
- 初心運転者講習
- 取得時講習
- 高齢者講習
- 取消処分者講習